# 小行星1970
小行星1970（1970 Sumeria）是一颗围绕太阳公转的小行星。1954年3月12日，米格爾·伊茲克索恩在拉普拉塔发现了此天体。
該小行星以古文明蘇美命名。
这颗小行星的绝对星等为192.80808等。